# Saint-Marcan
Saint-Marcan is een gemeente in het Franse departement Ille-et-Vilaine (regio Bretagne) en telt 408 inwoners (2004). De plaats maakt deel uit van het arrondissement Saint-Malo.

## Geografie
De oppervlakte van Saint-Marcan bedraagt 7,7 km², de bevolkingsdichtheid is 53,0 inwoners per km².
De onderstaande kaart toont de ligging van Saint-Marcan met de belangrijkste infrastructuur en aangrenzende gemeenten.

## Demografie
Onderstaande figuur toont het verloop van het inwonertal (bron: INSEE-tellingen).

1. ↑  Populations de référence 2022.